# Eriulis variolosa
Eriulis variolosa är en skalbaggsart som beskrevs av Hippolyte Louis Gory och Achille Rémy Percheron 1833. Eriulis variolosa ingår i släktet Eriulis och familjen Cetoniidae. Inga underarter finns listade i Catalogue of Life.